# Mogwadi
Mogwadi (dawniej Dendron) – miasto w Republice Południowej Afryki, położone w prowincji Limpopo, w dystrykcie Capricorn, w gminie Molemole, której jest siedzibą administracyjną.